# 장샤오첸
장샤오첸(중국어 간체자: 张晓谦, 정체자: 張曉謙, 병음: Zhāng Xiǎoqiān, 한자음: 장효겸, 1989년 5월 19일 ~ )은 중국의 배우이다.

## 학력
- 중앙희극학원 (졸업)

## 출연작

### 드라마
- 2015년 동방 위성 텔레비전 동방극장 《랑야방》- 목청 역
- 2016년 망고 TV 웹드라마 《난릉왕비》- 초임서 역
- 2016년 동방 위성 텔레비전 동방극장 《환락송》- 야오빈 역
- 2016년 동방 위성 텔레비전 주파극장 《여과와우유애정》- 양위 역
- 2017년 텐센트 웹드라마 《칠개아》- 백향송 역
- 2017년 동방 위성 텔레비전 동방극장 《환락송 2》- 야오빈 역
- 2017년 장쑤 위성 텔레비전 행복극장 《아부시정영》- 비명 역
- 2018년 유쿠 웹드라마 《북경여자도감》- 루지아카이 역
- 2018년 저장 위성 텔레비전 중국람극장 《창업시대》- 루카 역
- 2018년 후난위성텔레비전 금응독파극장 《지부지부응시녹비홍수》- 성장풍 역
- 2019년 망고 TV 웹드라마 《배니도세계지전: 너와 세상 끝까지》- 서머 역
- 2020년 동방 위성 텔레비전 동방극장 《안가 : Selling Dream》- 위화룽 역
- 2020년 텐센트 웹드라마 《아희환니》- 멍신지에 역
- 2020년 베이징 텔레비전 품질극장 《기포미탐》- 왕위더 역
- 2020년 아이치이 웹드라마 《료불기적여해》- 양칭위 역
- 2021년 저장 위성 텔레비전 중국람극장 《산해청》- 가오미수 역
- 2021년 아이치이 웹드라마 《아적시대, 니적시대》- 샹친난 역
- 2021년 후난위성텔레비전 청춘진행중 《이지파생활》- 샤오위 역
- 2022년 텐센트 웹드라마 《몽화록》 - 두장풍 역